# Landesbahn Feldbach–Bad Gleichenberg
| |                      |                                               |                                               |
| Kursbuchstrecke (ÖBB): | 532                  |                                               |                                               |
| Streckenlänge: | 21,214 km            |                                               |                                               |
| Spurweite: | 1435 mm (Normalspur) |                                               |                                               |
| Stromsystem: | 1800 Volt =          |                                               |                                               |
| Maximale Neigung: | 42 ‰                 |                                               |                                               |
| Minimaler Radius: | 130 m                |                                               |                                               |
| Streckengeschwindigkeit: | 40 km/h              |                                               |                                               |
| |                      |                                               |                                               |
| \| \| \| Steirische Ostbahn von Graz Hbf \| \| \| \| 0,0 \| Feldbach \| 280 m ü. A. \| \| \| \| Steirische Ostbahn nach Fehring \| \| \| \| \| Raab \| \| \| \| \| Anschlussbahn Steirische Hartsteinwerke Appel \| \| \| \| \| \| \| \| \| 1,7 \| Feldbach Landesbahn \| 290 m ü. A. \| \| \| \| \| \| \| \| 3,3 \| Oedt b. Feldbach Siedlung \| 300 m ü. A. \| \| \| 4,3 \| Oedt b. Feldbach \| 308 m ü. A. \| \| \| 7,5 \| Prädiberg \| 380 m ü. A. \| \| \| 9,6 \| Fischa \| 390 m ü. A. \| \| \| 11,5 \| Burgfried b. Gnas \| 405 m ü. A. \| \| \| 12,3 \| Gnas \| 371 m ü. A. \| \| \| 14,6 \| Katzendorf in Steiermark \| Katzendorf in Steiermark \| \| \| 15,2 \| Maierdorf \| 300 m ü. A. \| \| \| 17,3 \| Hofstätten \| 380 m ü. A. \| \| \| 19,6 \| Trautmannsdorf in Oststeiermark 310 m ü. A. \| Trautmannsdorf in Oststeiermark 310 m ü. A. \| \| \| 21,2 \| Bad Gleichenberg \| 269 m ü. A. \| |                      |                                               |                                               |
| Strecke |                      | Steirische Ostbahn von Graz Hbf               | Steirische Ostbahn von Graz Hbf               |
| Bahnhof | 0,0                  | Feldbach                                      | 280 m ü. A.                                   |
| Abzweig geradeaus und nach links |                      | Steirische Ostbahn nach Fehring               | Steirische Ostbahn nach Fehring               |
| Brücke über Wasserlauf |                      | Raab                                          | Raab                                          |
| Abzweig geradeaus und nach links |                      | Anschlussbahn Steirische Hartsteinwerke Appel | Anschlussbahn Steirische Hartsteinwerke Appel |
| |                      |                                               |                                               |
| Bahnhof | 1,7                  | Feldbach Landesbahn                           | 290 m ü. A.                                   |
| |                      |                                               |                                               |
| Haltepunkt / Haltestelle | 3,3                  | Oedt b. Feldbach Siedlung                     | 300 m ü. A.                                   |
| Haltepunkt / Haltestelle | 4,3                  | Oedt b. Feldbach                              | 308 m ü. A.                                   |
| Haltepunkt / Haltestelle | 7,5                  | Prädiberg                                     | 380 m ü. A.                                   |
| Haltepunkt / Haltestelle | 9,6                  | Fischa                                        | 390 m ü. A.                                   |
| Haltepunkt / Haltestelle | 11,5                 | Burgfried b. Gnas                             | 405 m ü. A.                                   |
| Bahnhof | 12,3                 | Gnas                                          | 371 m ü. A.                                   |
| Haltepunkt / Haltestelle | 14,6                 | Katzendorf in Steiermark                      | Katzendorf in Steiermark                      |
| Bahnhof | 15,2                 | Maierdorf                                     | 300 m ü. A.                                   |
| Haltepunkt / Haltestelle | 17,3                 | Hofstätten                                    | 380 m ü. A.                                   |
| Haltepunkt / Haltestelle | 19,6                 | Trautmannsdorf in Oststeiermark 310 m ü. A.   | Trautmannsdorf in Oststeiermark 310 m ü. A.   |
| Kopfbahnhof Streckenende | 21,2                 | Bad Gleichenberg                              | 269 m ü. A.                                   |

Die Landesbahn Feldbach–Bad Gleichenberg auch Lokalbahn Feldbach–Bad Gleichenberg oder Gleichenberger Bahn genannt, ist eine normalspurige und mit Gleichstrom betriebene Eisenbahnstrecke im österreichischen Bundesland Steiermark. Die Bahnlinie wurde 1931 eröffnet. Sie ist 21,214 Kilometer lang und steht im Eigentum der Steiermärkischen Landesbahnen (StLB). Betrieben wird die Strecke von der Steiermarkbahn und Bus (StB). Die Stichbahn schließt in Feldbach an die Steirische Ostbahn an und hat ihren Endpunkt in Bad Gleichenberg. Weiterführende Planungen bis Bad Radkersburg konnten nie realisiert werden. Die Strecke ist seit 28. Februar 1994 in den Verkehrsverbund Steiermark integriert. Mit Jahreswechsel 2020/21 wurde der Personenverkehr auf Betrieb an Sams-, Sonn- und Feiertagen reduziert. Dieser Betrieb ist zumindest bis 2025 gesichert.

## Bau und Betrieb
Die Geschichte der Landesbahn reicht bis zum 14. April 1886 zurück, als erstmals ein Projekt einer Eisenbahnlinie von Feldbach nach Bad Gleichenberg, mit der Option einer Verlängerung nach Bad Radkersburg, vorgelegt wurde.
1900 wurde Dr. Hermann Brück, Hof- und Gerichtsadvokat in Wien, der Auftrag für technische Vorarbeiten zum Bau einer normalspurigen Lokalbahn von der Station Feldbach über Gleichenberg zur Station Purkla der Linie Spielfeld–Radkersburg erteilt.
Mitte 1909 wurde von einer geplanten Lokalbahn Fehring–Gleichenberg–Radkersburg berichtet. Für eine Variante dieses Projekts, eine von Mahrensdorf über Windisch-Kölldorf nach Bayerisch-Kölldorf führende Linie, war vom Eisenbahnministerium die Vornahme technischer Vorarbeiten bewilligt worden.
1916/1917, in der Zeit des Ersten Weltkriegs, war das in Mühldorf bei Feldbach situierte Kriegsgefangenenlager mit einer Schleppbahn an die Steirische Ostbahn angeschlossen. Das Lager blieb nach Kriegsende als Lazarett bestehen.
Am 17. März 1926 erfolgte der Beschluss der Steiermärkischen Landesregierung, den Bahnbau von Feldbach nach Bad Gleichenberg wieder aufzunehmen, worauf im Jänner 1927 die politische Begehung der geplanten Trasse erfolgte. Am 10. Dezember 1928 wurde die Konzession auf 90 Jahre an Landesrat Franz Winkler und Rechtsanwalt Gustav Webenau (beide Graz) erteilt.
Die Streckenführung durch das oststeirische Hügelland bedingte Rampen mit bis zu 40 Promille Steigung, zahlreiche Dämme und Einschnitte und kleinste Radien von 150 Metern. Der Umstand, dass die Strecke teilweise umgeplant und nun über Gnas geführt wurde, verteuerte die Baukosten. Ebenso wurde der Bau durch das teilweise schwierige und rutschgefährdete Terrain verzögert, insgesamt 23 größere Hangrutschungen beeinträchtigten den Streckenbau. Auch hatte man im Winter 1927/28 mit Kapitalproblemen zu kämpfen. Bei einer katastrophalen Hangrutschung am 29. November 1927 kamen insgesamt acht Bauarbeiter ums Leben. Ende 1930 war die Strecke mit allen Hochbauten und elektrischen Anlagen vollendet, jedoch traten im durch ungewöhnlich starke Herbstregen streckenweise weitere Rutschungen auf, die die Fertigstellung der Bahn bis in den Sommer 1931 verzögerten. Die Bauausführung bis Kilometer 7,3 erfolgte vom Steirischen Landeseisenbahnamt in Eigenregie, die weitere Strecke wurde von einer Arbeitsgemeinschaft errichtet, welcher u. A. die Firmen Universale, Porr und Redlich & Berger angehörten.
Am 14. Juni 1931 wurde die Bahnstrecke im Beisein von Bundespräsident Wilhelm Miklas eröffnet und 20. Juni wurde auf der Strecke der Personen- und Güterverkehr aufgenommen. Die Betriebsführung wurde dem Steiermärkischen Landeseisenbahnamt übertragen. Der Betrieb der Strecke wurde mit 1500 Volt Gleichstrom aufgenommen, die Elektrofirmen ELIN und AEG-Union lieferten die elektrische Ausrüstung der Strecke und der Fahrzeuge. Die Fahrleitung wich in ihrer Konstruktion von derjenigen der BBÖ in einigen Punkten ab, die Isolatoren stammten aus der Porzellanfabrik Frauenthal bei Deutschlandsberg.
Am 4. April 1932 erfolgte die Gründung der „Aktiengesellschaft Lokalbahn Feldbach–Bad Gleichenberg“, die am 2. Juli gleichen Jahres vom Bundesministerium für Handel und Verkehr die Bewilligung zur Vornahme technischer Vorarbeiten einer Verlängerung nach Purkla zum Anschluss an die Radkersburger Bahn erhielt. Das Projekt ging aber nie über das Planungsstadium hinaus.
Mit der Auflösung der Aktiengesellschaft der Lokalbahn Feldbach–Bad Gleichenberg am 30. Juni 1942 wurde die Konzession und das Vermögen an das Land Steiermark übertragen, womit die „Lokalbahn“ zur „Landesbahn“ wurde.
Im April 1945 wurde anlässlich des Zweiten Weltkriegs das gesamte Gebiet der Bahnstrecke zum unmittelbaren Kriegsschauplatz. Die Bahnstrecke wurde dabei erheblich in Mitleidenschaft gezogen. Der Betrieb konnte erst am 1. November 1947 – vorerst provisorisch mit Dampflokomotiven – wieder aufgenommen werden. Die Wiederherstellung der Oberleitung und die Aufnahme des elektrischen Verkehrs dauerte bis 15. November 1948.
Mit der Aufnahme des Autobusbetriebes der StB (damals STLB) zwischen Feldbach über Straden nach Bad Radkersburg am 16. Dezember 1947 wurde die beabsichtigte Verlängerung der Bahnstrecke endgültig ad acta gelegt. Zwischen 1962 und 1970 wurde eine direkte Verbindung mit Dieseltriebwagen der Bauarten 5045 und 5146 zwischen Wien Südbahnhof und Bad Gleichenberg als E 953 / E 954 „Der Oststeirer“ angeboten. Danach wurde dieser Zug von Wien nach Graz geführt, nach Bad Gleichenberg wurde noch einige Jahre ein Kurswagen des „Oststeirers“ beigegeben.
In der Zeit zwischen 1. Jänner 1987 und 30. Juni 2005 wurde der Schnellstückguttransport „Bahnexpress“ angeboten.
Nachdem die alte Quecksilberdampfgleichrichterstation in Gnas nicht mehr den Ansprüchen genügte, wurde diese 1975 gegen eine Siliziumdioden-Gleichrichteranlage getauscht. Das Stromsystem wurde bei dieser Gelegenheit auf 1.800 V Gleichstrom umgestellt. Diese Anlage wurde 1992 nochmals erneuert. Zwischen 1991 und 1995 wurde die gesamte Oberleitung zwischen Feldbach und Gnas abschnittsweise erneuert.

## Trassierung
Da viele Gemeinden an die Bahn angeschlossen werden wollten, folgt sie nicht der direktesten Linie, sondern verläuft überaus kurvenreich und ist knapp doppelt so lang wie die Straßenverbindung zwischen den beiden Orten. Die Strecke ist für eine Höchstgeschwindigkeit von 40 km/h ausgelegt. Der engste Radius beträgt 140 Meter. Hinzu kommen, bedingt durch das Südoststeirische Hügelland, Steigungen bis zu 42 Promille. Dies schlägt sich in der Gesamtfahrzeit von 33 Minuten nieder. Die Strecke Feldbach–Bad Gleichenberg weist 82 Eisenbahnkreuzungen auf und ist mit 32 Weichen ausgestattet.
Die Landesbahn verlässt den Bahnhof Feldbach und damit die Steirische Ostbahn südwärts in einer Rechtskurve und quert schnurgerade nicht nur die Raab, sondern auch deren weiten Talboden und wendet sich dann kurz westwärts zur Längsfurche des Oedter Baches. Auf dessen Riedel klettert die Trasse zum Weißenbach hinan, um über die Haltestelle Prädiberg kurvenreich auf der Riedelhöhe südwärts zwischen Fischabach und Katzengrabenbach bis hoch über Gnas zu gelangen. Im Setzgraben steigt die Linie nun in den Katzenbachgraben hinab und am östlichen Gegenhang nun nordwärts wieder hinan. Über einen Seitengraben, an Ludersdorf vorbei, wird der Riedel zum Trautmannsdorfer Bach durchschnitten, dessen Talschluss ausgefahren und an der Riedel-Ostflanke neuerlich südwärts gefahren. Bei Wiesenthal folgt das Passieren der Riedelhöhe zum Gleichenberger Becken und nach Abstieg Erreichen des Bahnhofs Bad Gleichenberg.

## Aufnahmsgebäude
Die Aufnahmsgebäude wurden 1929–1931 von Rudolf Hofer errichtet und entsprechen sowohl vom Aussehen mit ihren steilen Dächern als auch von der Größe her eher dem Typ des Siedlungshauses. Erhalten ist noch das restaurierte (nicht mehr als solches in Betrieb befindliche) Aufnahmsgebäude in Bad Gleichenberg, das unter Denkmalschutz steht (Listeneintrag) aber auch z. B. dasjenige in Maierdorf oder Gnas.

## Fahrzeuge

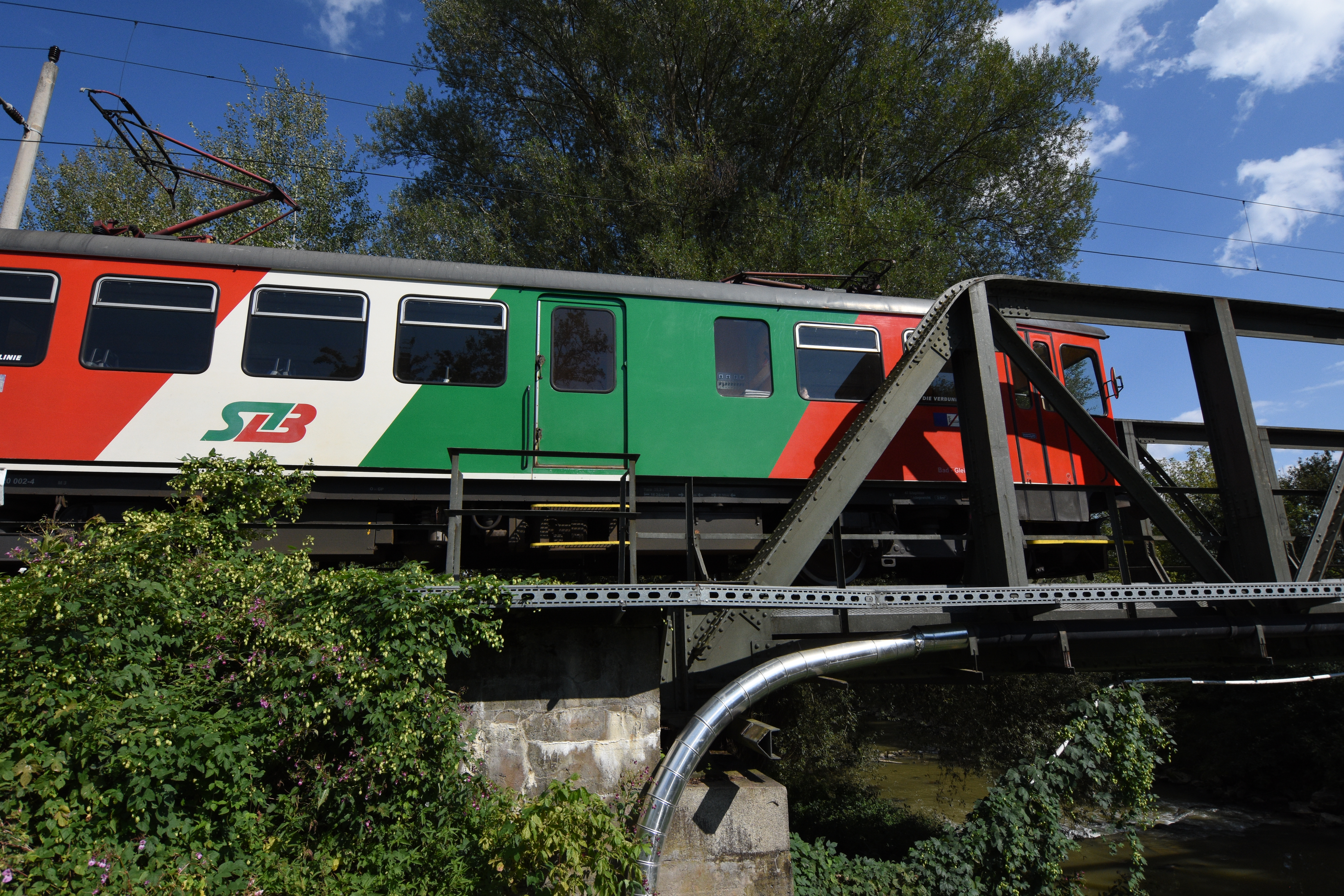
Der Elektrotriebwagen „ET 2“ auf der Raabbrücke

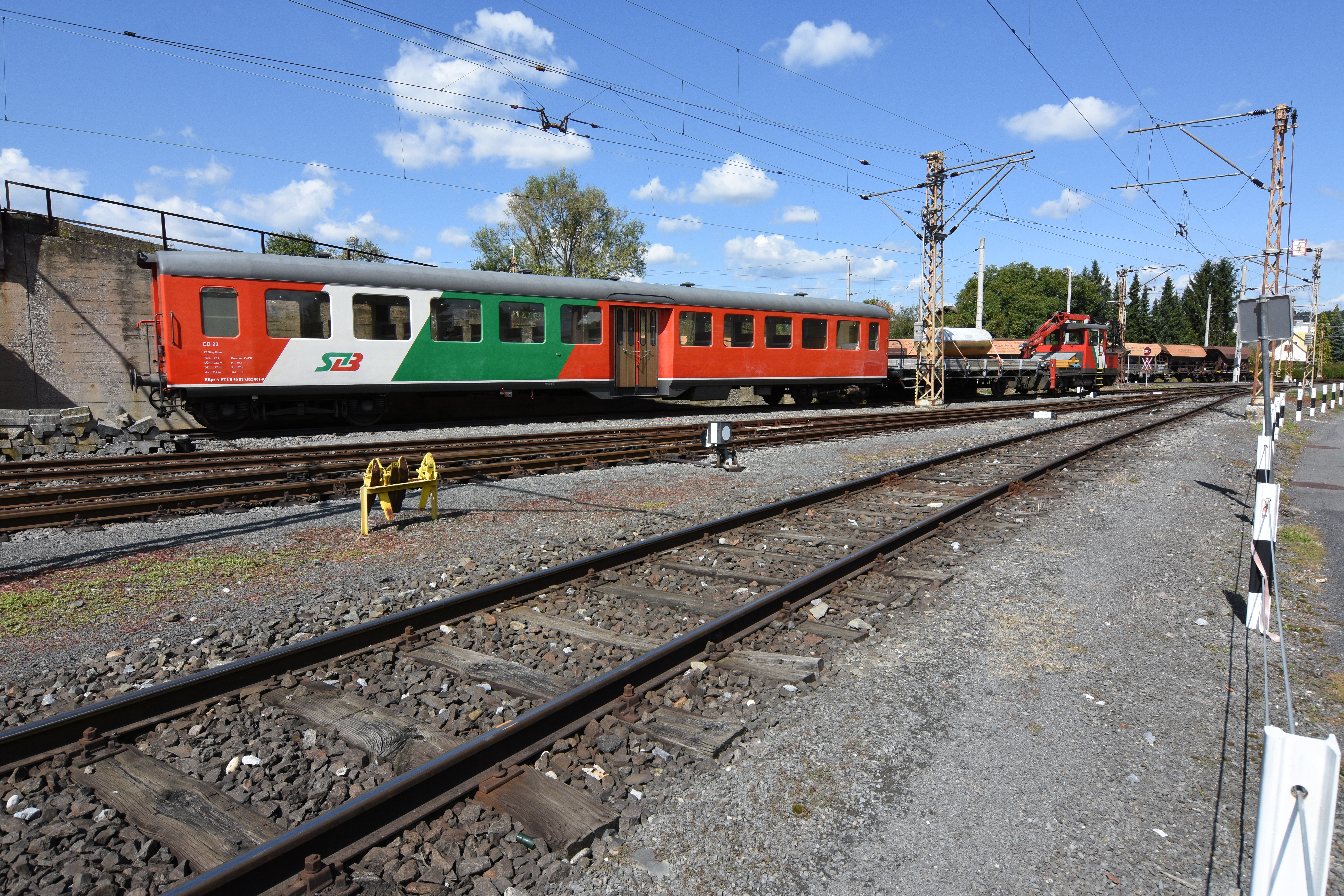
Personenwagen EB-22

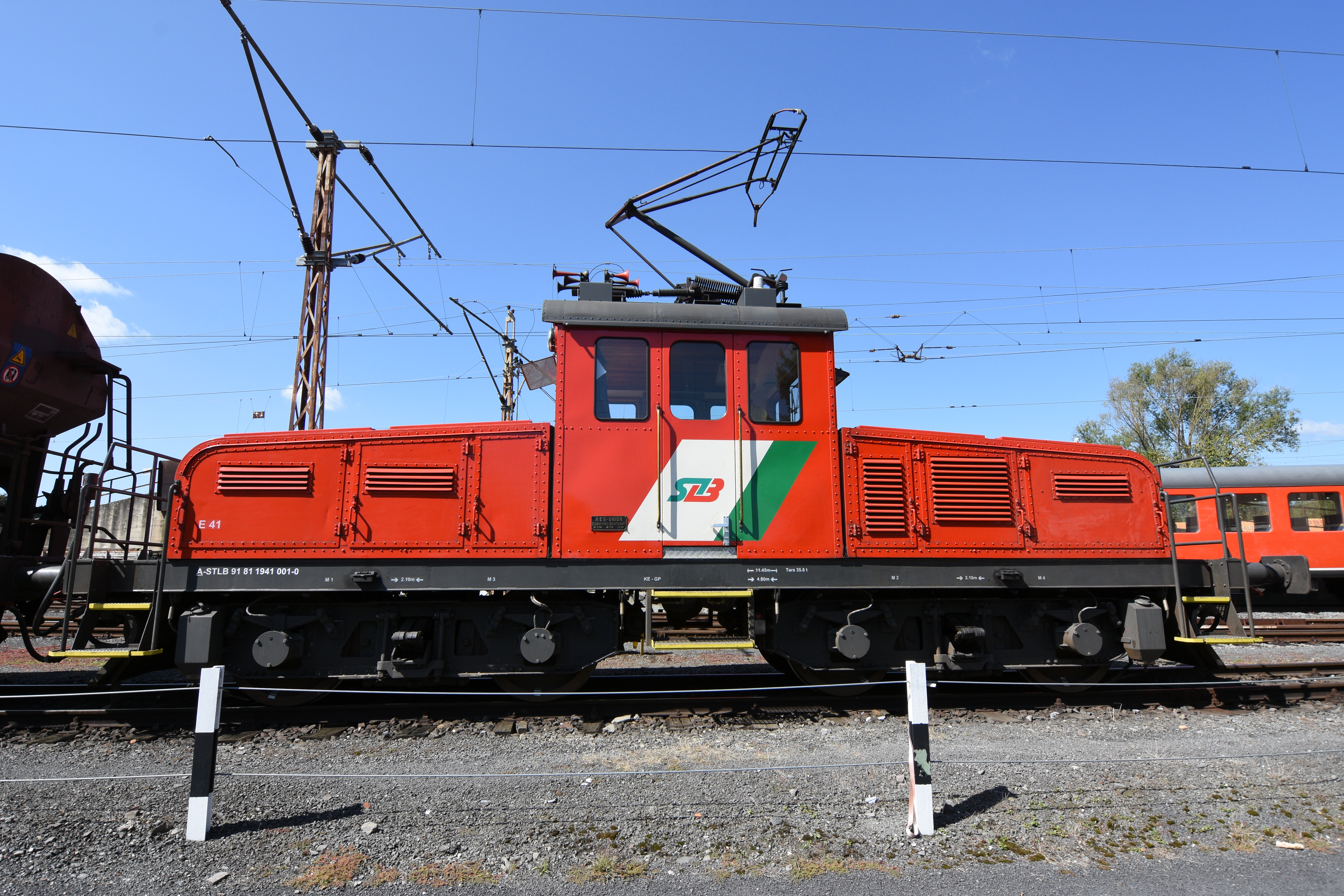
Elektrolokomotive E-41

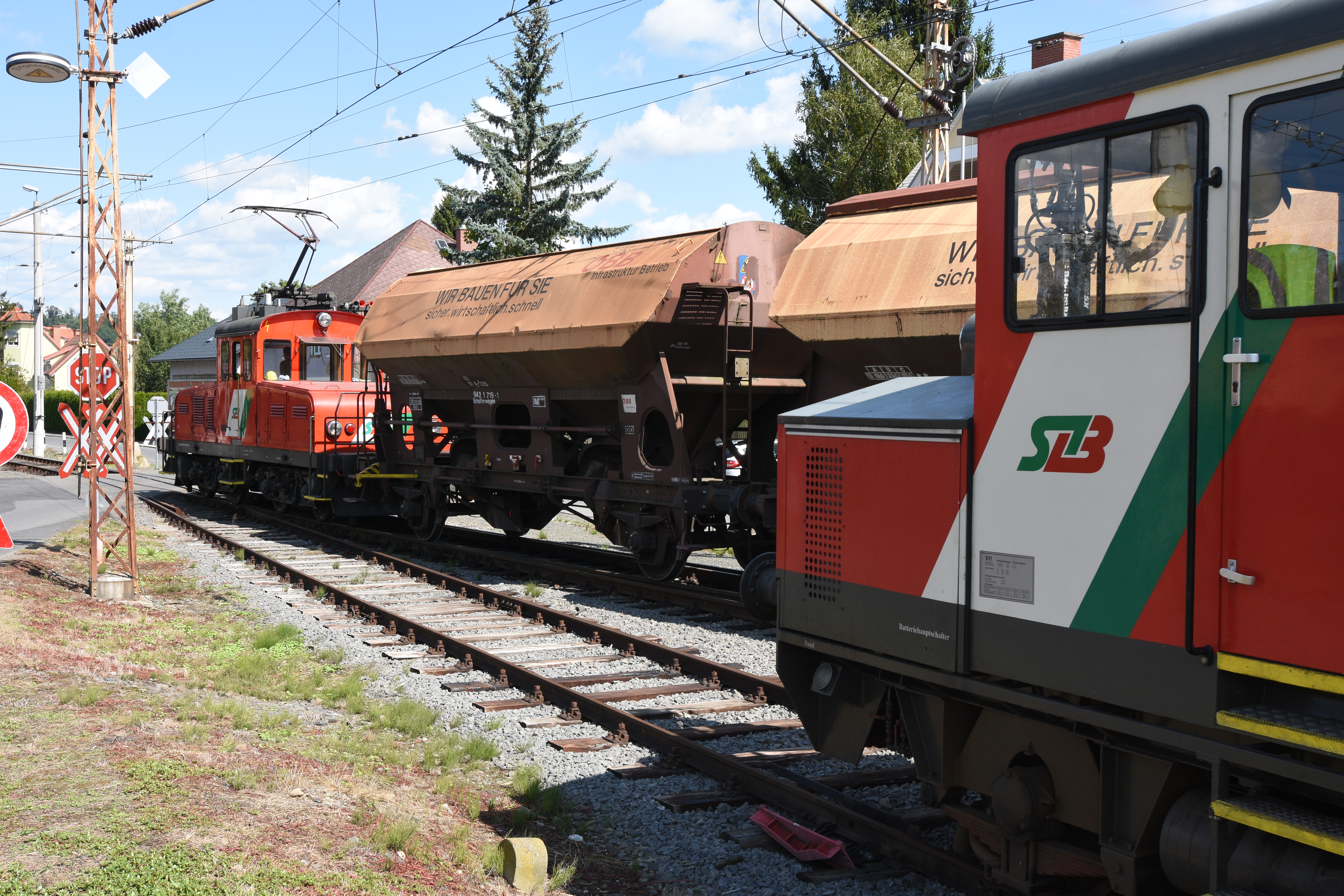
StB-Schottertransport mit E-41

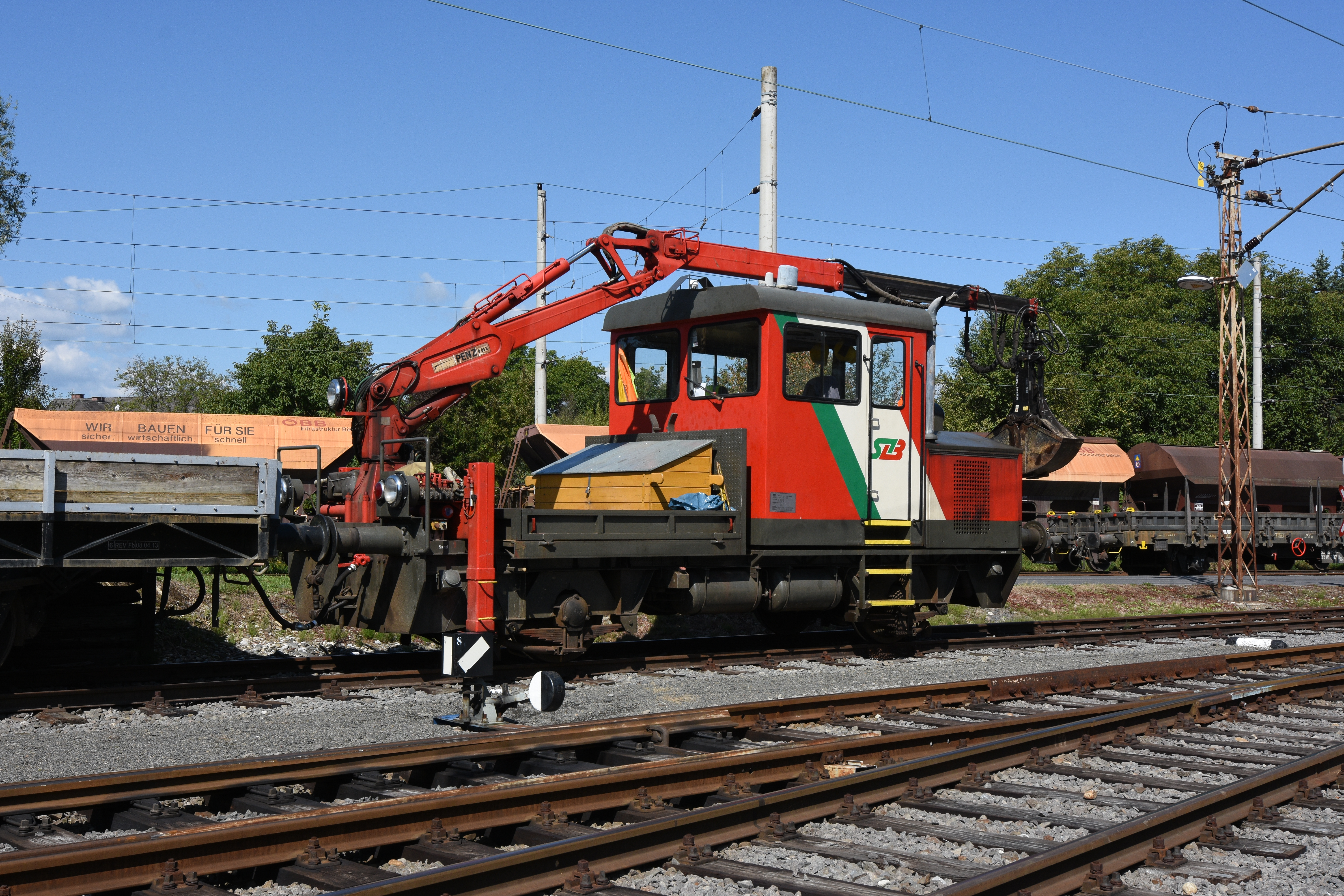
Motorbahnwagen X-51

Der Betrieb auf der Gleichenberger Bahn wird mit zwei Elektrotriebwagen und einer Elektrolokomotive abgewickelt, welche von der Grazer Waggonfabrik gebaut und von ELIN und der AEG-Union elektrisch ausgerüstet wurden.

### Triebwagen
Die beiden Elektrotriebwagen ET 1 und ET 2 waren ursprünglich mit einem kantigen, blechverkleideten hölzernen Wagenkasten nach den Normalien der Oe.B.B. versehen. Sie wiesen ursprünglich 60 Sitzplätze in je einem Abteil zweiter und dritter Klasse auf.
Die vier Fahrmotore leisten insgesamt 400 PS, die Steuerung erfolgt in neun Fahrstufen über eine elektropneumatische Schützensteuerung von ELIN, ähnlich derer wie sie bei den Triebwagen Typ N der Wiener Stadtbahn und der Reihe 220/230 der Lokalbahn Wien-Baden zur Anwendung kam. Im Gegensatz zu diesen Fahrzeugen besitzen die Gleichenberger Triebwagen jedoch zusätzlich eine elektrische Widerstandsbremse mit sechs Bremsstufen, welche jedoch nur in Ausnahmefällen zum Einsatz kommt. Als Betriebsbremse diente die Hardy-Vakuumbremse, die in den 1960er Jahren durch eine Oerlikon-Druckluftbremse ersetzt wurde. Der Antrieb der vier Achsen erfolgt über einen Tatzlagerantrieb mit einer Übersetzung von 1:5,18.
Der ET 1 wurde am 16. Jänner 1980 nach vollständiger Überarbeitung und Modernisierung durch die Wiener Firma Knotz wieder in Betrieb genommen. Am 16. September 1991 wurde der nach gleichem Muster nunmehr bei Bombardier Wien umgebaute ET 2 wieder in Dienst gestellt. Bei beiden Fahrzeugen wurden unter anderem die alten hölzernen Aufbauten durch moderne stählerne Wagenkästen mit gummi-gefassten Fenstern und Schwenktüren ersetzt. Die ursprüngliche elektrische Ausrüstung mit der Schützensteuerung wurde jedoch, abgesehen von einigen Verbesserungen (in eigener Werkstätte) beibehalten. Noch heute erfolgt die Steuerung über die historischen Fahrschalter (siehe Bild in der Galerie). Als Stromabnehmer dienen nun zwei Einholm-Stromabnehmer, davor waren modernisierte Scherenstromabnehmer montiert. ET 2 erhielt 1997 moderne, wiegenlose Drehgestelle mit Luftfederung.

### Elektrolokomotive
Zusätzlich zu den beiden Triebwagen erfolgte die Lieferung einer vierachsigen, 38 Tonnen schweren und 544 PS starken Elektrolokomotive für den Güterverkehr. Die von der AEG-Union gelieferte elektrische Ausrüstung der Lok unterschied sich nur in Details von den Triebwagen, so erhielt die E 41 eine elektromagnetische Schützensteuerung. Da die Lokomotive von Anfang an für den Einmannbetrieb vorgesehen war, erhielt sie eine Totmannausrüstung. Sie wurde in ihrer ganzen Betriebszeit kaum verändert, erst im Jahr 2002 erfolgte der Umbau der Elektrolokomotive inklusive Ausstattung mit einer Funkfernsteuerungsanlage.

### Personenwagen
Ursprünglich waren die zwei zweiachsigen Personenwagen BC 231 und BC 232 als Anhänger vorhanden, deren Aussehen den Triebwagen ähnelte und welche von den Dimensionen her der Type N28 der BBÖ entsprachen. Sie erhielten 1959 neue Aufbauten analog den Spantenwagen der ÖBB und wurden schließlich an andere Bahnstrecken abgegeben, der spätere Bi 32 befindet sich heute bei den Nostalgiebahnen in Kärnten.
Später kam von der Lokalbahn Peggau-Übelbach der vierachsige Leichtstahlwagen mit Mitteleinstieg EB 22 zur Gleichenberger Bahn, er stammt ursprünglich von den SBB. 2004 wurde der vorwiegend für Sonderfahrten verwendete EB 22 teilausgebessert.

### Bahndienstfahrzeuge
Für Arbeiten an den Oberleitung wird der Motorbahnwagen X 51 eingesetzt. Es handelt sich hierbei um die ehemalige Draisine X 51 welche im Jahr 1968 von der Firma Knotz aus Komponenten der ursprünglichen Draisine, Radsätzen eines Uerdinger Schienenbusses sowie Neuteile gebaut wurde. In den Jahren 1992/1993 erfolgte der neuerliche Umbau, wobei ein Teil des Kastens auf ein neues Fahrgestell montiert wurde. Der X 51 besitzt einen funkferngesteuerten Hydraulikkran, welcher mit einer elektrohydraulischen Sicherung gegen ein seitliches Umkippen ausgestattet ist, und einen Montagekorb.

## Personenverkehr
Durch die aufkommende Konkurrenz der Busse und ab den 1950er Jahren jener des Individualverkehrs gingen die Fahrgastzahlen stetig zurück. Während in den 1950er Jahren noch rund 100.000 Personen im Jahr mit der Bahn fuhren, gab es in den 1990er Jahren nur noch knapp 30.000 Fahrgäste pro Jahr. Eine Trendumkehr zeichnet sich ab: Für das Jahr 2013 weist eine Analyse des VCÖ etwa 48.000 Fahrgäste aus. Im Jahr 2016 konnte die Zahl beförderter Personen auf 59.800 gesteigert werden.

### Mobilitätsplan 2018
Der „Regionale Mobilitätsplan – RMP Südoststeiermark“ vom Juni 2018, der eine Laufzeit von 10 bis 15 Jahren hat, stellt die Situation der Gleichenberger Bahn wie folgt dar: „Die Verkehrswirkung der Gleichenbergerbahn im Alltagsverkehr ist aufgrund der Streckenführung, der Lage der Bahnhöfe und der Fahrzeit sehr gering. Eine Attraktivierung würde viel Geld kosten und keine große Wirkung zeigen. Die Chance der Bahn liegt in ihrem Potenzial als Tourismusattraktion. Die Bahn bietet aufgrund ihrer Gebäude und Fahrzeuge, die aus der Gründerzeit stammen, ein nostalgisches Fahrerlebnis mit schönem Ausblick auf die Landschaft des Vulkanlandes.“ Die Langfassung des Endberichtes diskutiert verschiedene Möglichkeiten zur dauerhaften Erhaltung der Infrastruktur.

### Verkehrsreduktion 2021
Bis 31. Dezember 2020 gab es auf der Strecke planmäßigen Personenverkehr mit täglich vier Zugspaaren, wobei Montag bis Freitag an schulfreien Tagen das erste Zugpaar entfiel. Die Anschlussverbindungen waren am Bahnhof Feldbach auf die S-Bahn-Linie S3 nach Graz abgestimmt. Nachdem bereits die Einstellung des Personenverkehrs angekündigt worden war, wurde dieser Anfang 2021 auf Betrieb an Samstagen sowie Sonn- und Feiertagen reduziert. Der neue Fahrplan ist vom 30. Jänner 2021 bis zum 1. November 2021 gültig und somit nicht bis zum allgemeinen Fahrplanwechsel Mitte Dezember 2021. Bis dahin sollen Konzepte für eine langfristige touristische Nutzung der Bahn ausgearbeitet werden.

### Finanzierung bis 2024
Am 30. September 2021 gab das Land Steiermark bekannt, die Finanzierung der Infrastruktur für die kommenden drei Jahre zu übernehmen. Bedingung dafür sei, dass die Region bis März 2022 ein regionales Tourismuskonzept vorlege, das den laufenden Bahnbetrieb finanziere. Dafür dürfte ein Budget von jährlich 80.000 bis 110.000 € notwendig sein, das die an der Bahnstrecke gelegenen Gemeinden Feldbach, Gnas und Bad Gleichenberg, die Region sowie die Tourismusverbände stellen müssten.

### Betrieb 2022 bis 2025
2022 bis 2025 wird die Strecke von März bis November an Samstagen, Sonntagen und Feiertagen mit vier Zugpaaren pro Tag betrieben.

### Erfahrungen 2023/2024
In Umfragen erhält die Gleichenberger Bahn immer hohen Zuspruch, z. B. im Artikel von MeinBezirk im Dezember 2023 Auch die Fahrgastzahlen sind erfreulich und der Bahnhof Gnas war Ziel einer Aktion der Landjugend Gnas. Er wurde renoviert und ein Museumsraum gestaltet

## Güterverkehr
Der Güterverkehr, welcher beinahe ausschließlich für das Steinbruchunternehmen „Steirische Basalt- und Hartgesteinwerke Appel“ in Mühldorf bei Feldbach erfolgt, ist eine der Haupteinnahmequellen der Bahn.

## Galerie

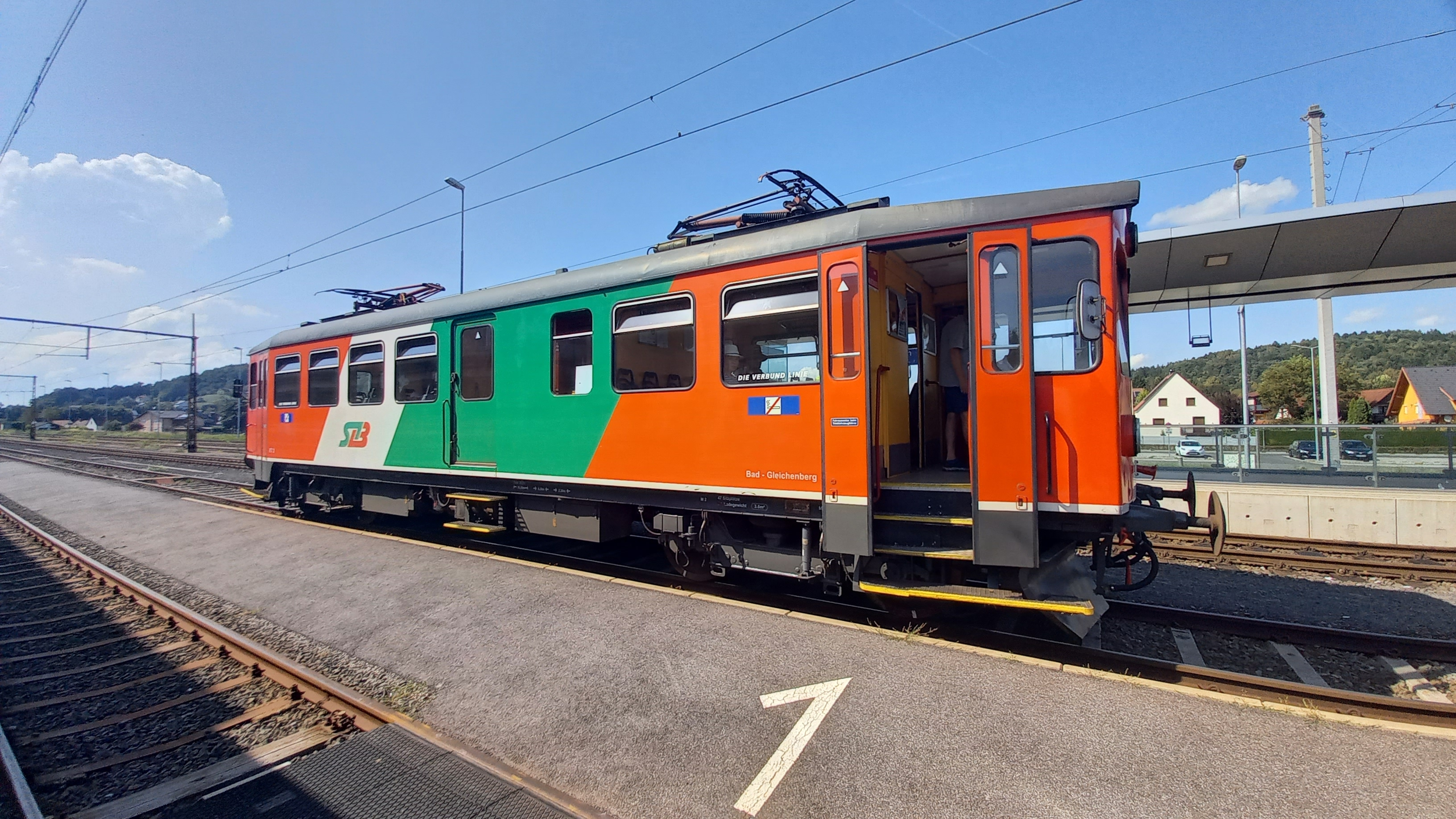
ET-2 in Feldbach

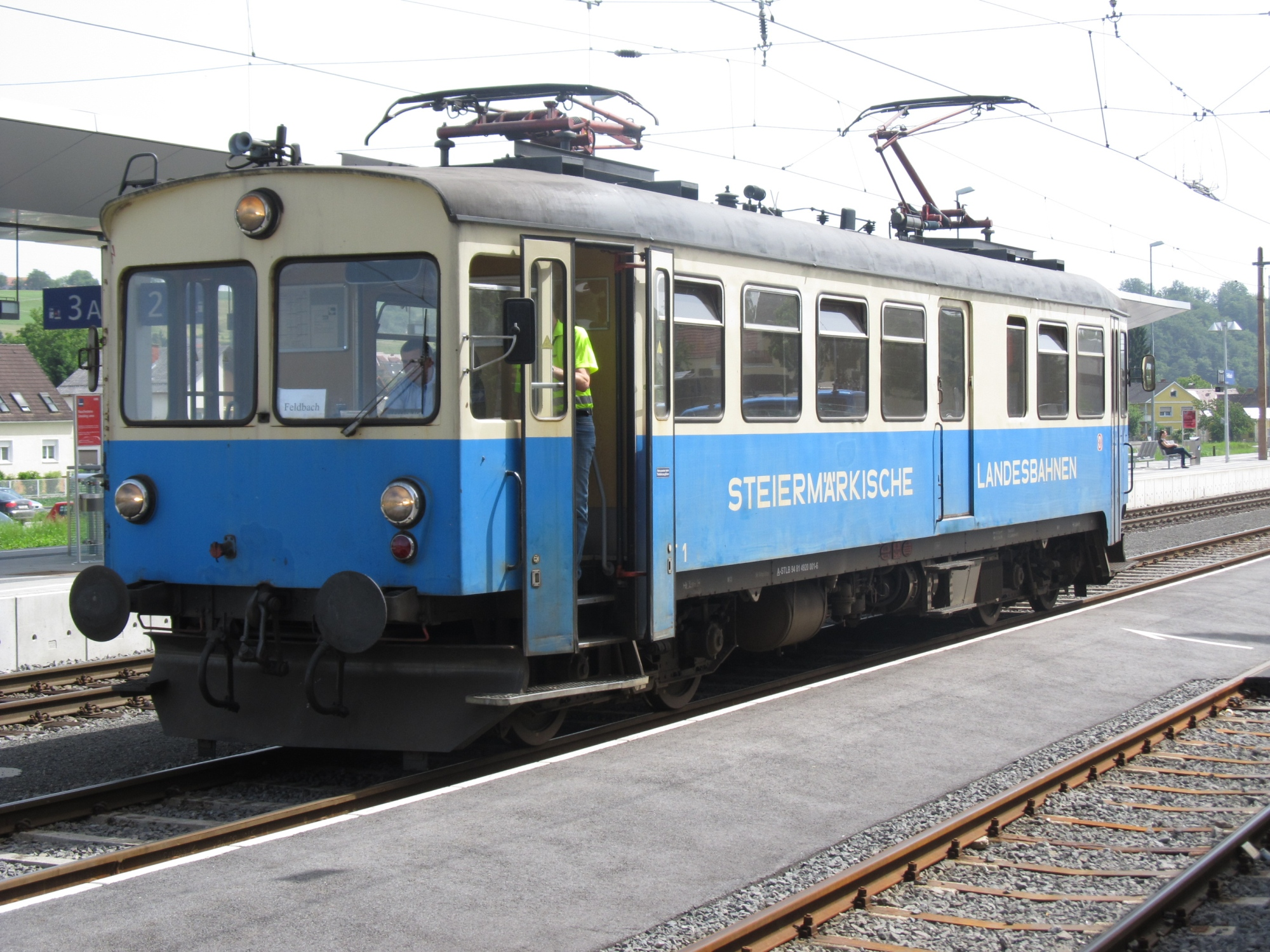
ET1 Bahnhof Feldbach
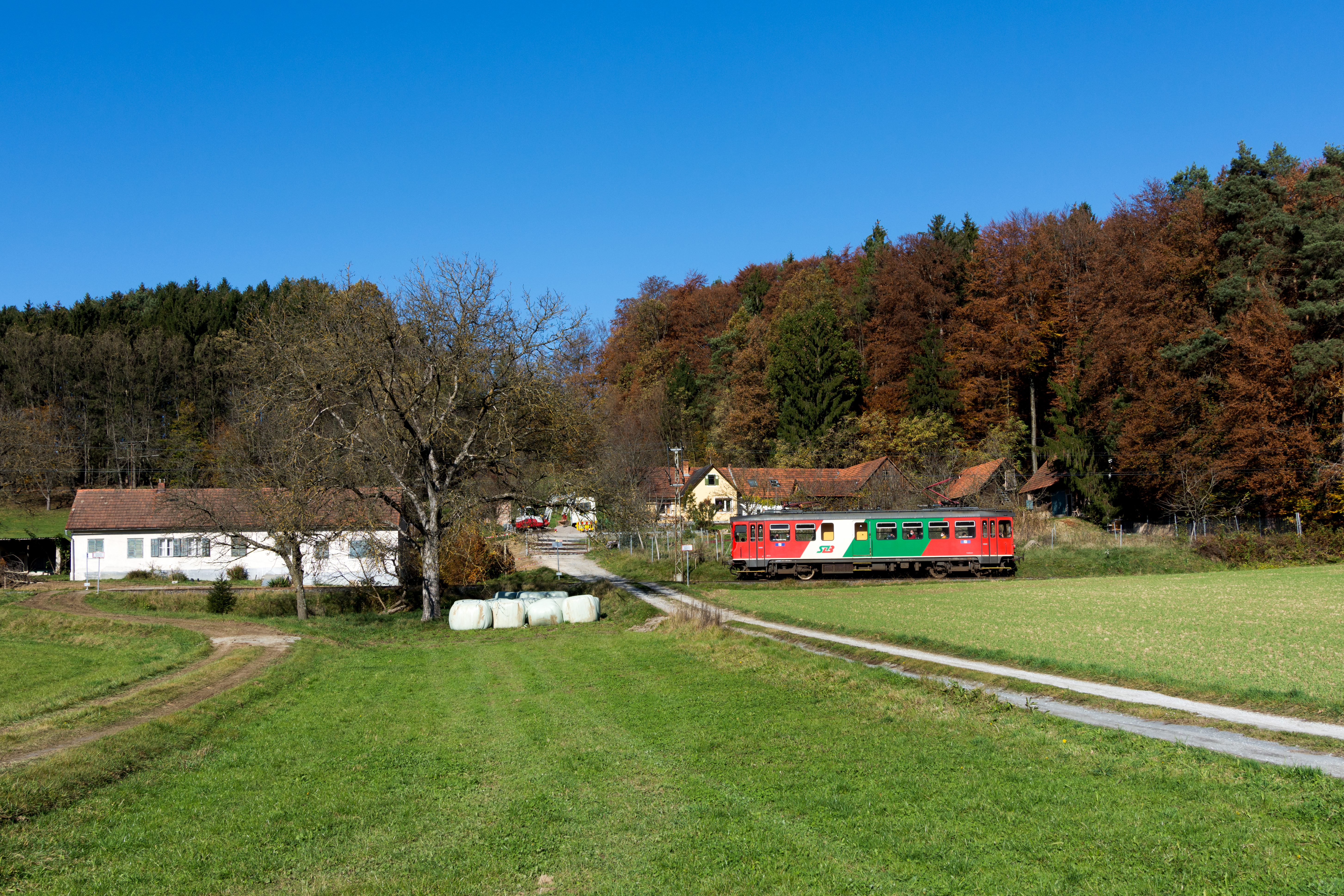
ET 2 bei Ödt
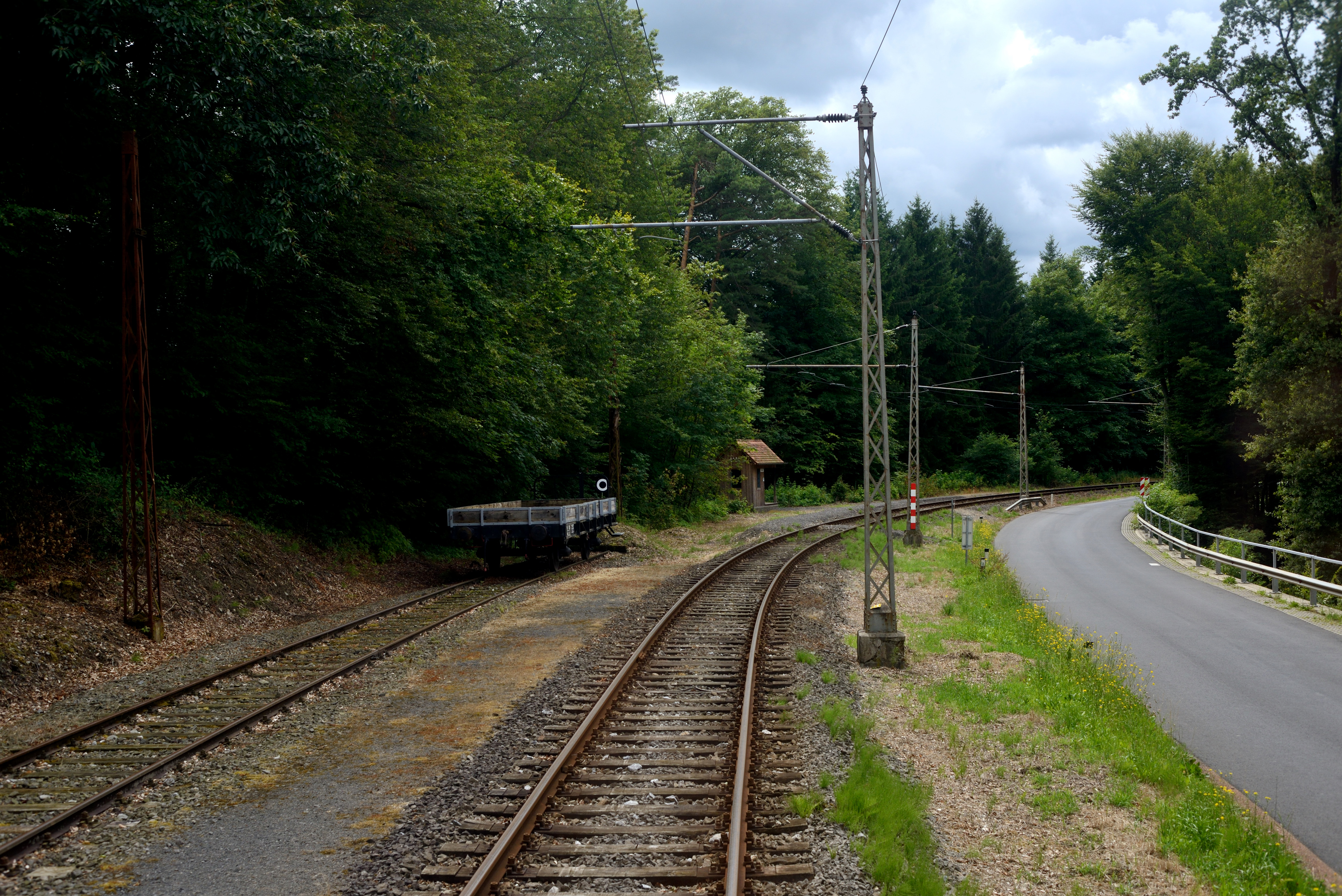
Haltestelle Prädiberg
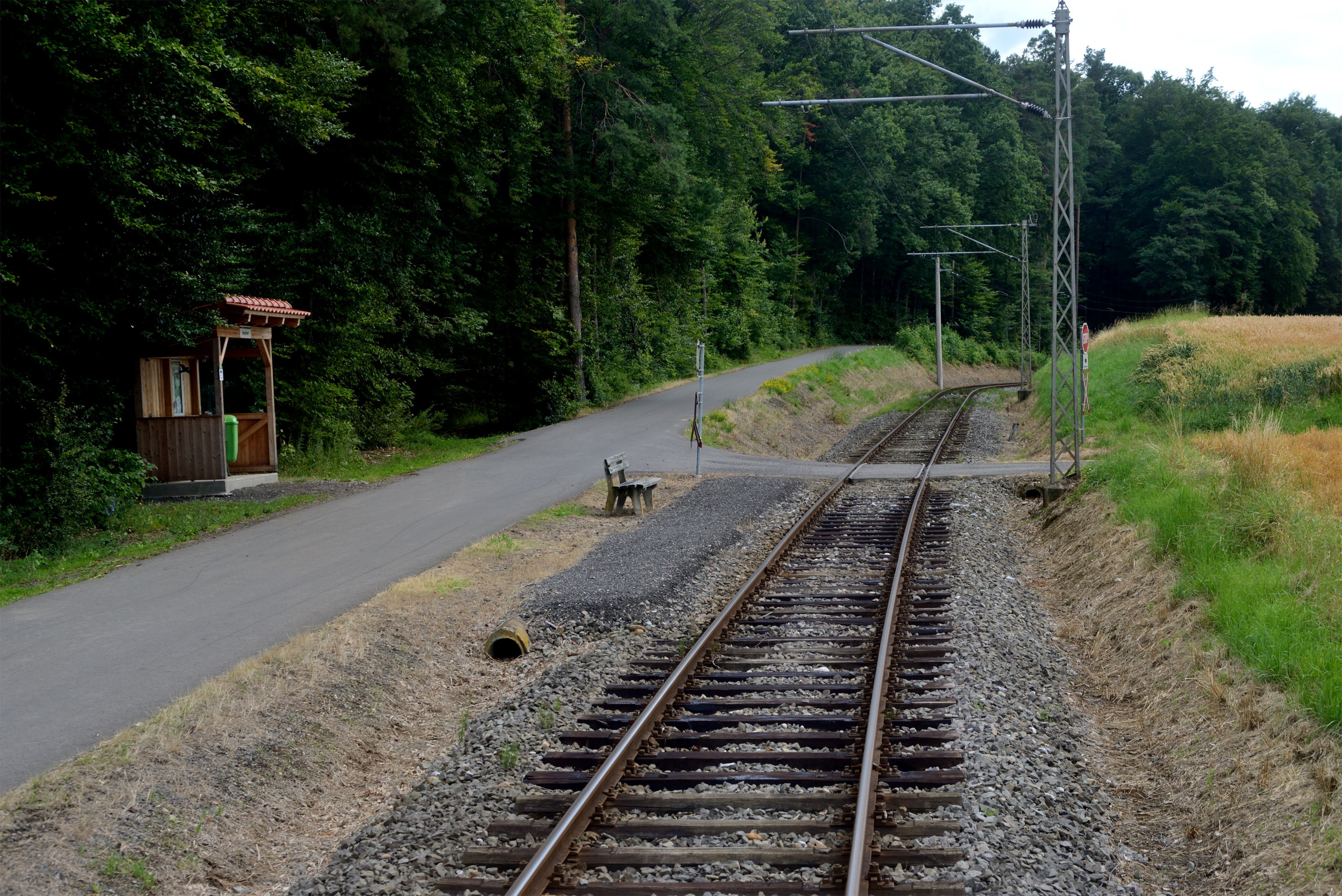
Haltestelle Burgfried
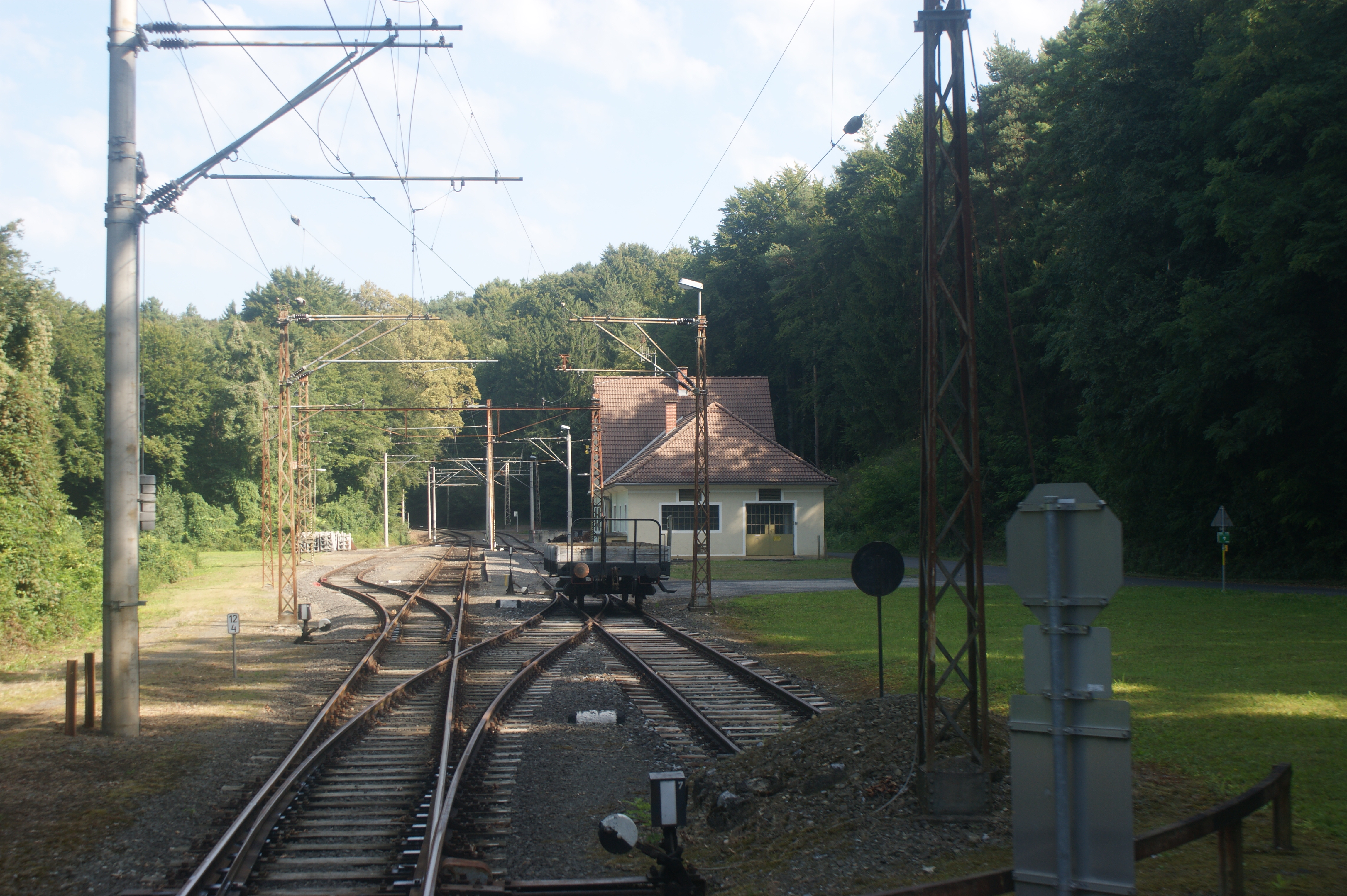
Bahnhof Gnas
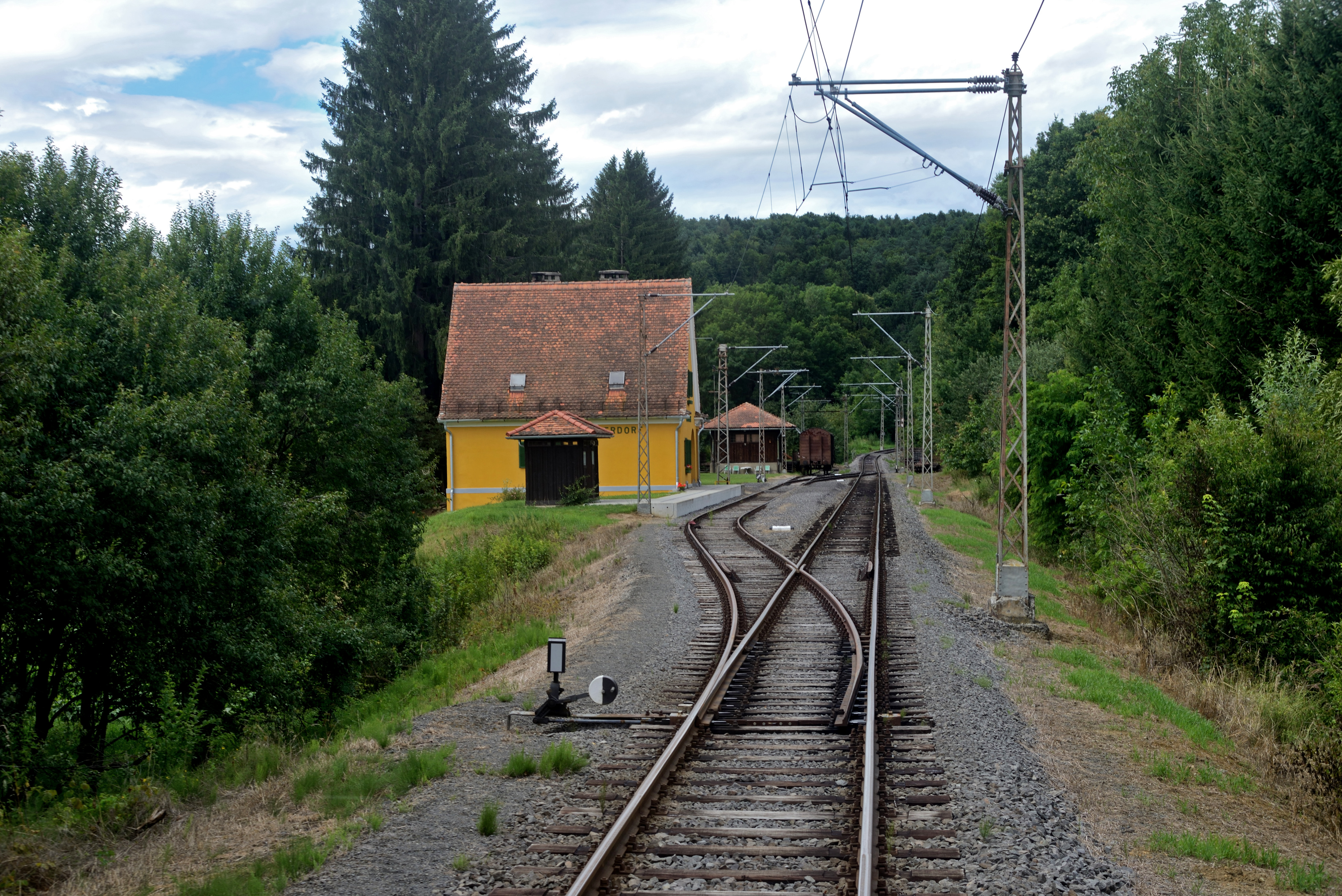
Bahnhof Maierdorf
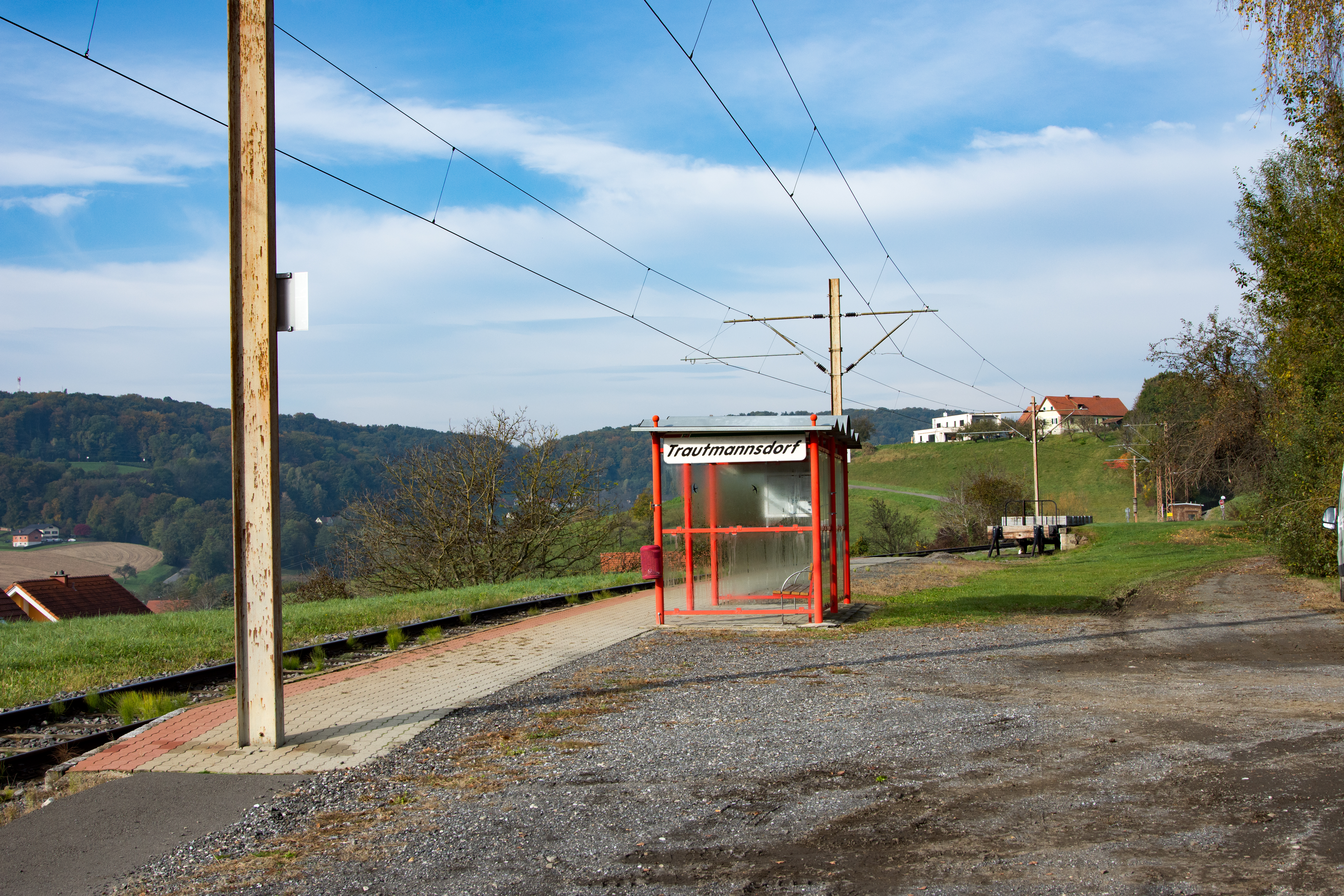
Haltestelle Trautmannsdorf
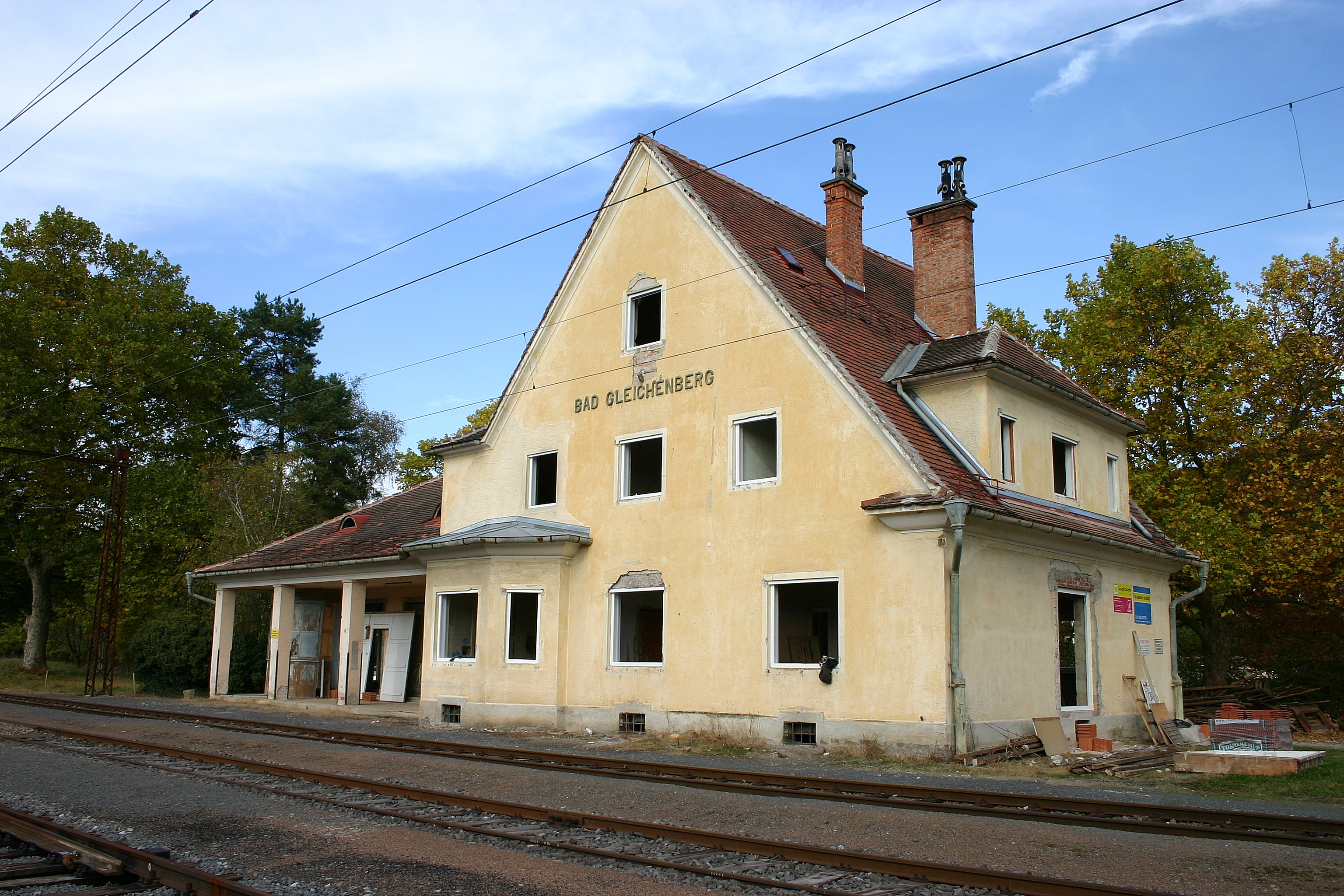
Das ehemalige Bahnhofsgebäude in Bad Gleichenberg wurde generalsaniert
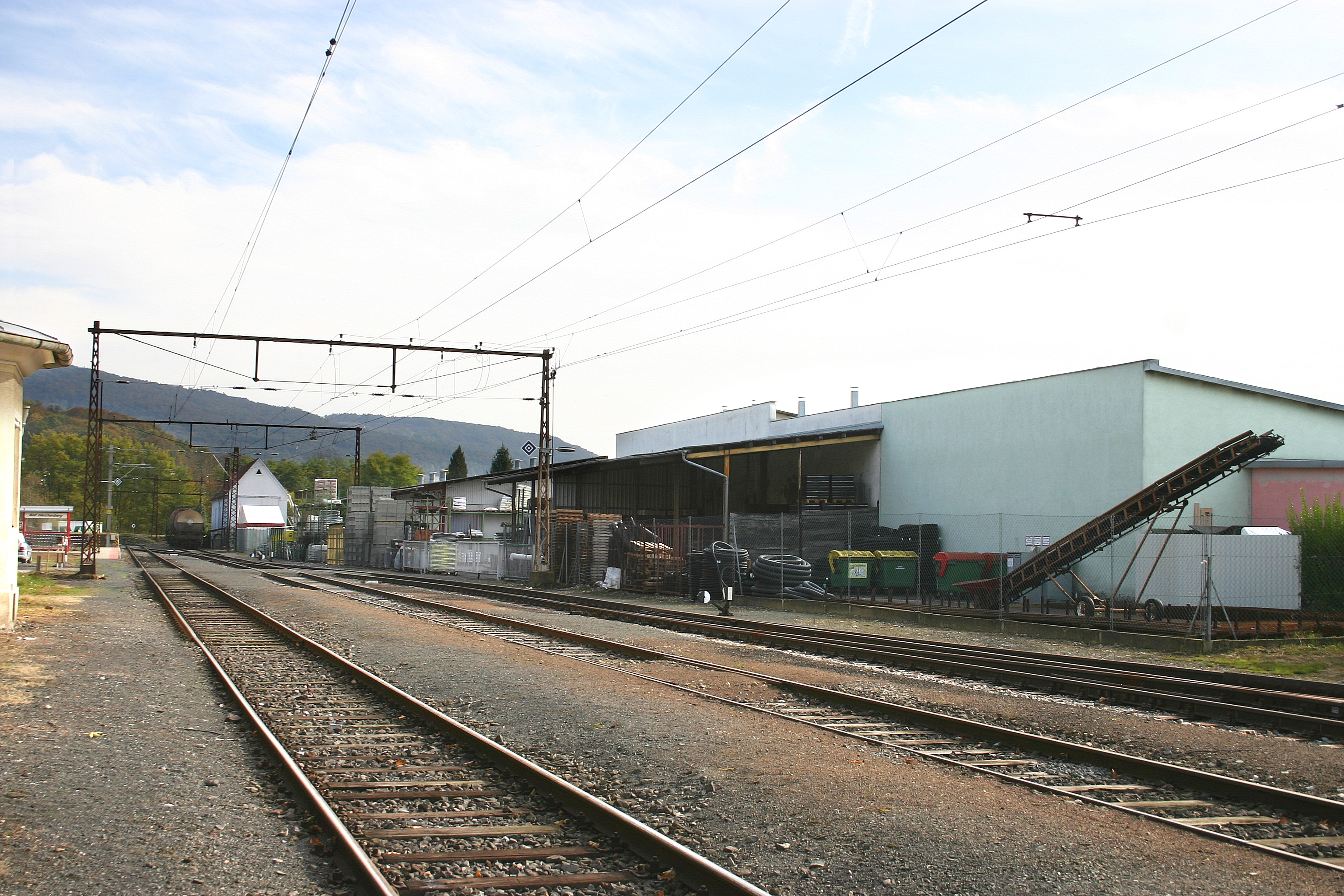
Bahnhof Bad Gleichenberg Richtung Südosten (Richtung Streckenende)
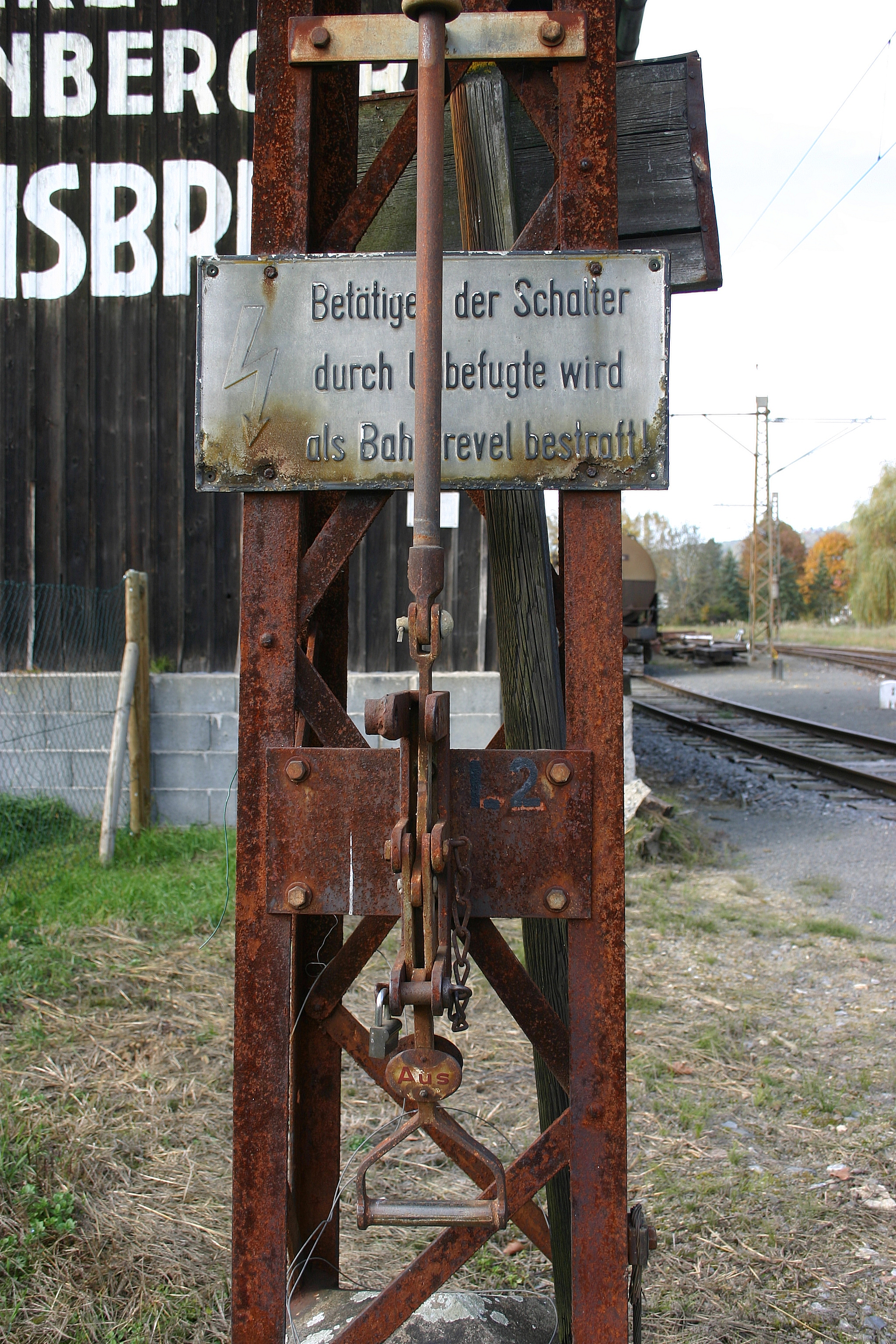
Alter, noch funktionstüchtiger Fahrleitungsschalter im Bahnhof Bad Gleichenberg
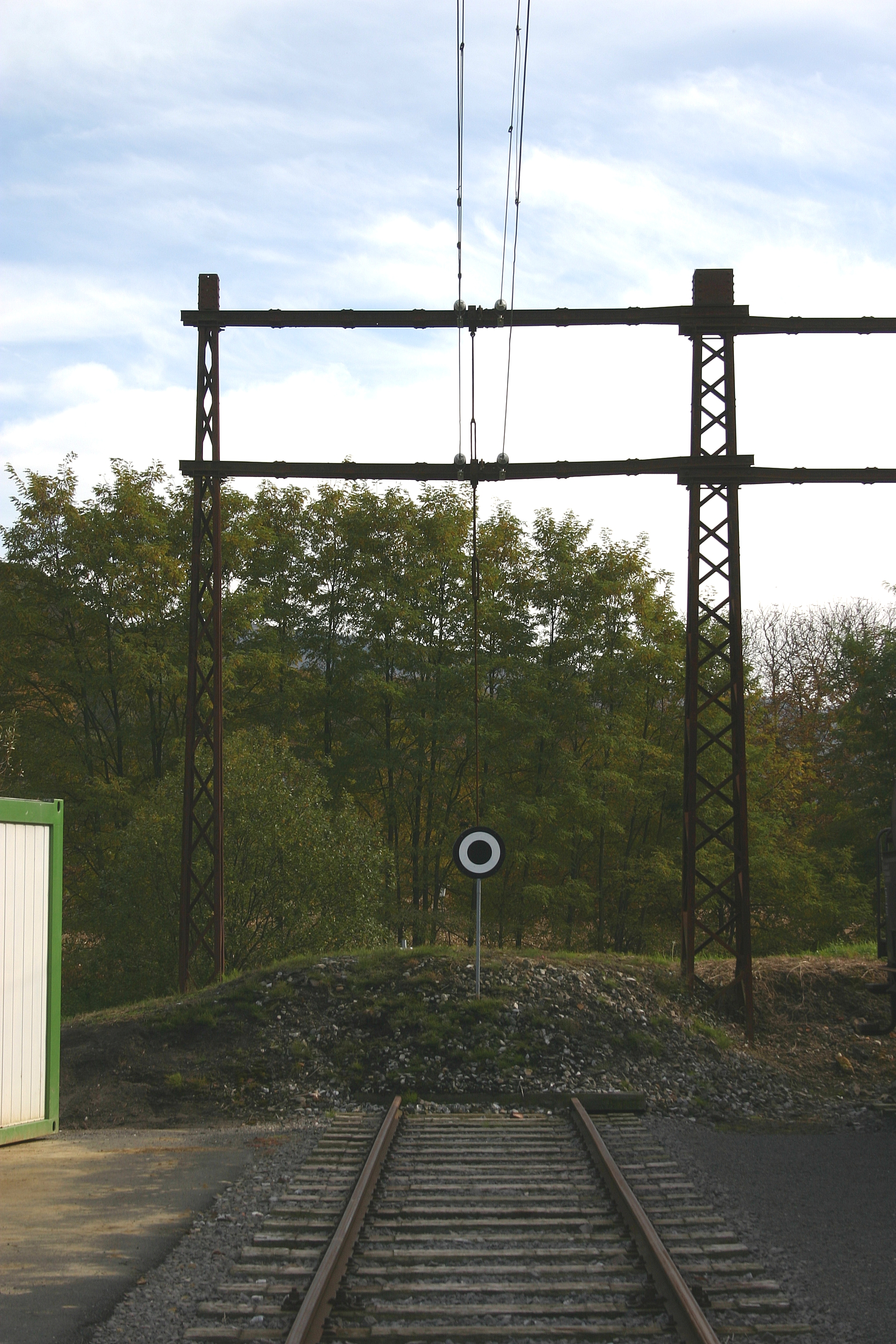
Oberleitungsportal am Streckenende der Landesbahn im Bahnhof Bad Gleichenberg
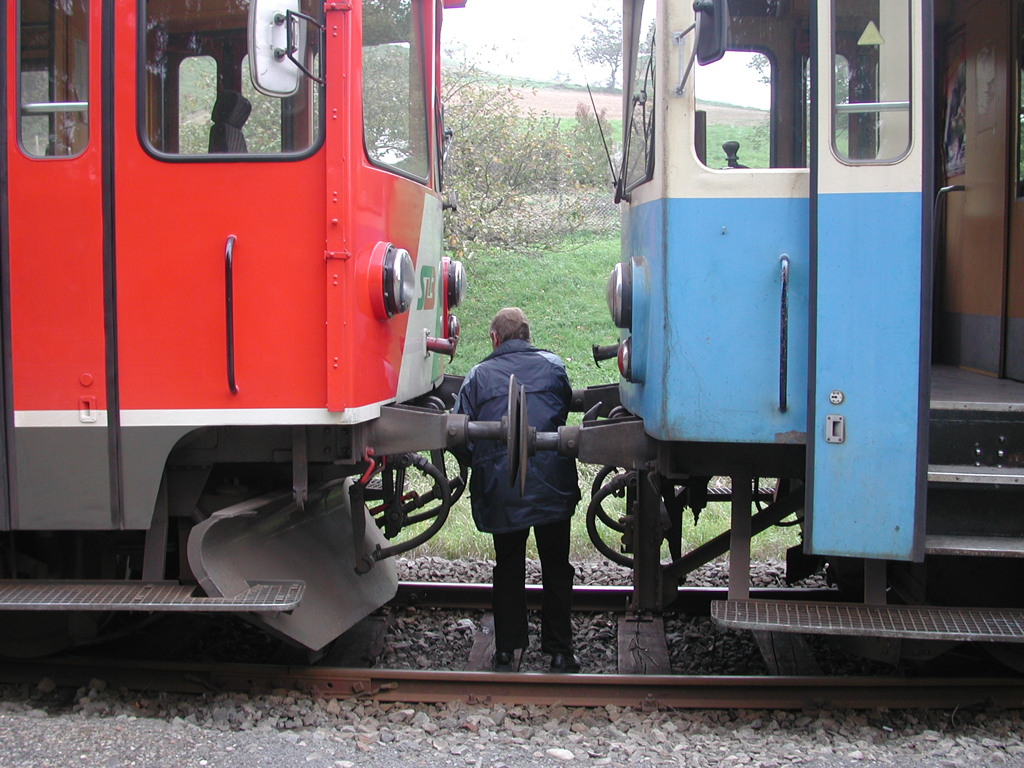
„ET 1“ und „ET 2“ beim Trennen nach der Fahrt in Doppeltraktion
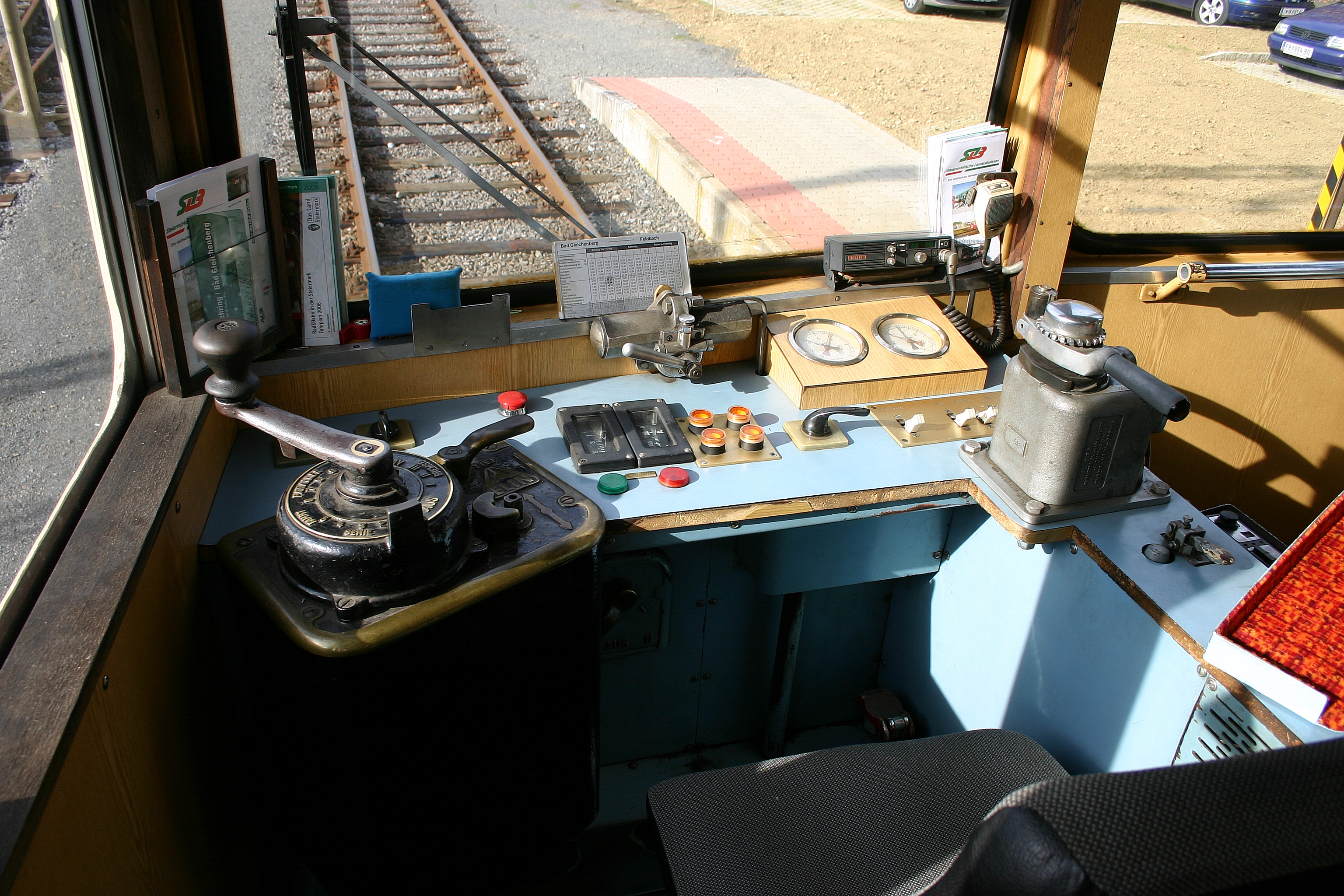
Führerstand des Elektrotriebwagens „ET 1“
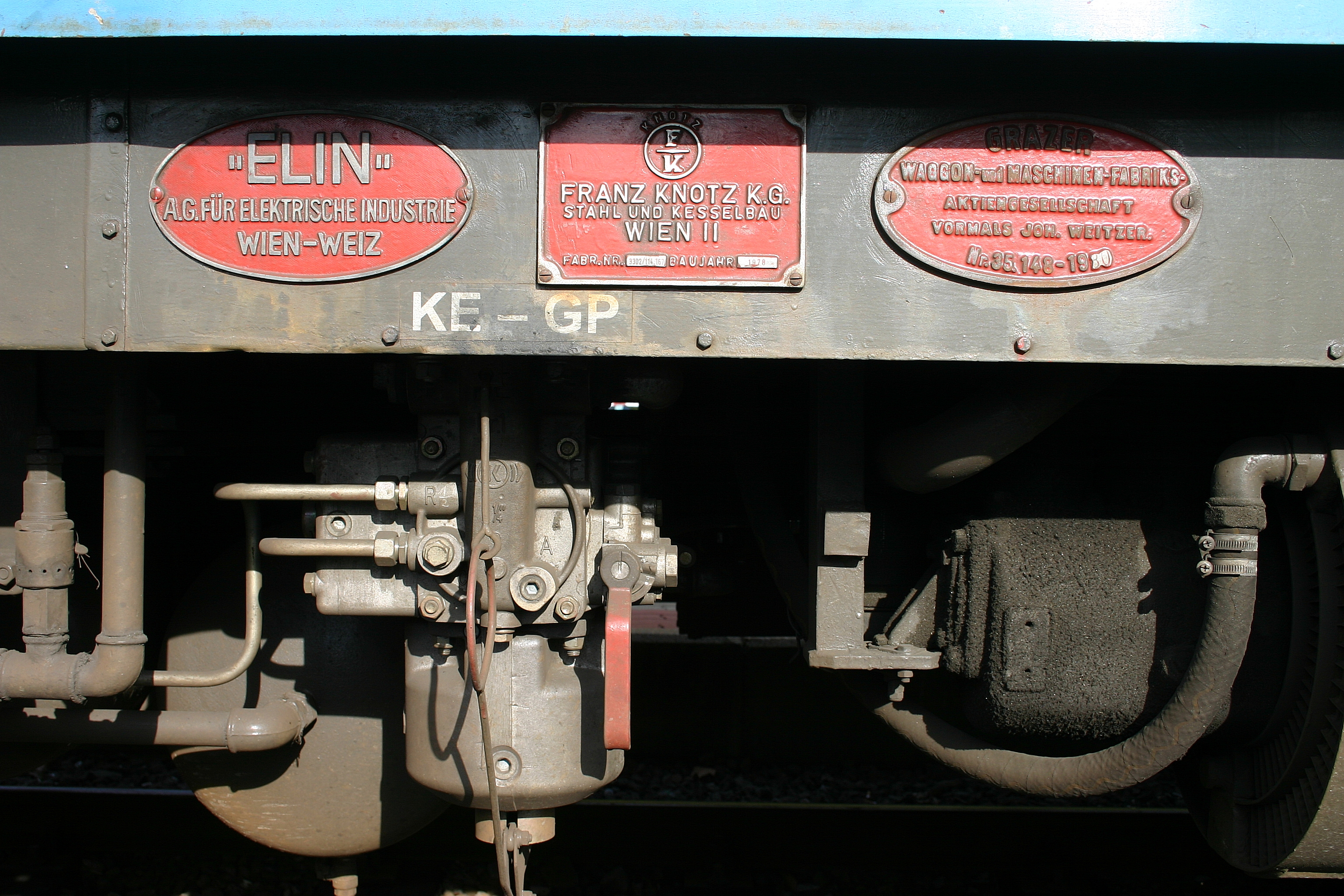
Typenschilder des Elektrotriebwagens „ET 1“